# Star Wars: The Clone Wars (romanzo)
Star Wars: The Clone Wars è un romanzo di fantascienza scritto da Karen Traviss e basato sul film d'animazione Star Wars: The Clone Wars, pubblicato negli Stati Uniti il 26 luglio 2008.
È il primo di una serie di cinque romanzi progettati per legare assieme gli eventi del film con quelli della serie animata omonima. Appartiene all'Universo espanso.
Il primo romanzo della serie copre liberamente il film, mentre gli altri sono per lo più nuove storie ambientate nello stesso periodo.

## Trama
Gli eroici Cavalieri Jedi lottano per mantenere l'ordine e riportare la pace durante le tumultuose guerre dei cloni. Sempre più sistemi si uniscono alla causa della Confederazione dei Sistemi Indipendenti, che si scontra in diversi pianeti contro l'esercito di cloni della Repubblica Galattica.
Il Cavaliere Jedi Anakin Skywalker e la sua apprendista Padawan Ahsoka Tano si trovano in una missione con conseguenze di vasta portata, che li porta faccia a faccia con signore del crimine Jabba the Hutt. Ma il Conte Dooku e i suoi sinistri agenti, tra cui la sicaria Asajj Ventress, non si fermano davanti a nulla per garantire che Anakin e Ahsoka non riescano nel loro intento.
Nel frattempo, in prima linea nelle guerre dei cloni, Obi-Wan Kenobi e il Maestro Yoda guidano il massiccio esercito dei cloni in un coraggioso sforzo di resistere alle forze del Lato Oscuro.

## Volumi della serie
1. Star Wars: The Clone Wars (2008) di Karen Traviss
2. The Clone Wars: La trappola dei Sith (The Clone Wars: Wild Space, 2008) di Karen Miller
3. The Clone Wars: Le vie della Forza (The Clone Wars: No Prisoners, 2009) di Karen Traviss
4. Clone Wars: Assalto al pianeta verde (Clone Wars Gambit: Stealth, 2010) di Karen Miller
5. Clone Wars Gambit: Siege (2010) di Karen Miller